# Dimetilidrazina asimmetrica
La dimetilidrazina asimmetrica (o 1,1-dimetilidrazina, o N,N-dimetilidrazina, o UDMH) è un composto dell'azoto di formula bruta H2NN(CH3)2 noto per essere utilizzato come propellente per vettori spaziali.

## Proprietà
Si tratta di un liquido incolore con un pungente odore ammoniacale tipico delle ammine organiche. Quando esposta all'aria, questa sostanza assume un colore giallastro e assorbe ossigeno e anidride carbonica. È completamente miscibile con l'acqua, l'etanolo e il cherosene. A concentrazioni tra il 2,5% e il 95% in aria, i suoi vapori sono infiammabili. Non è sensibile agli urti.

## Produzione
La dimetilidrazina asimmetrica è prodotta industrialmente attraverso due vie. La prima, basata sul processo Olin Rasching, prevede la reazione della clorammina con la dimetilammina. In questo modo si produce il cloridrato della dimetilidrazina:
(CH3)2NH + NH2Cl → (CH3)2NNH2 + HCl
In alternativa, l'acetilidrazina può essere N-metilata utilizzando la formaldeide per dare la N,N-dimetil-N'-acetilidrazina che può successivamente essere idrolizzata:
CH3C(O)NHNH2 + 2 CH2O + 2 H2 → CH3C(O)NHN(CH3)2 + 2 H2O
CH3C(O)NHN(CH3)2 + H2O → CH3COOH + H2NN(CH3)2

## Utilizzi
La dimetilidrazina asimmetrica è spesso utilizzata nei propellenti ipergolici come bipropellente in combinazione con il tetrossido di diazoto (ossidante) e meno frequentemente con l'acido nitrico fumante rosso inibito (IRFNA) o l'ossigeno liquido. Come propellente, è descritto negli Stati Uniti nella specifica MIL-PRF-25604.
Il composto è stabile e può essere tenuto caricato per lunghi periodi nei sistemi di alimentazione dei vettori, il che lo rende interessante per l'utilizzo in molti motori a propellente liquido, nonostante il suo costo. In alcune applicazioni, come l'OMS dello Space Shuttle o nei motori di manovra, viene utilizzata la monometilidrazina (MMH) a causa del suo impulso specifico leggermente maggiore. In alcuni vettori alimentati a cherosene, la dimetilidrazina asimmetrica viene utilizzata come combustibile di avviamento per dare inizio alla combustione e riscaldare il motore prima di passare alla combustione del cherosene.
L'UDMH presenta una stabilità maggiore rispetto all'idrazina, specialmente a temperature elevate, e può essere utilizzata come suo sostituto oppure assieme a essa in miscela. Viene utilizzata in molti progetti di razzi europei, russi, indiani e cinesi. I vettori russi Proton e Kosmos-3M e il cinese Lunga Marcia 2F sono i più noti utilizzatori di questo composto (chiamato "heptyl" dai tecnici russi). I vettori statunitensi Titan e Delta e l'indiano GSLV utilizzano una miscela costituita dal 50% di idrazina e dal 50% di dimetilidrazina asimmetrica chiamata Aerozina 50. Si ipotizza che questo sia anche il combustibile utilizzato dai missili balistici che la Corea del Nord ha sviluppato e testato nel corso del 2017.
Questa sostanza è un contaminante, metabolita e un prodotto di degradazione del daminozide, un regolatore di crescita delle piante.